# Le Vésinet
Le Vésinet [lə vezinɛ] ist eine französische Stadt mit 15.712 Einwohnern (Stand 1. Januar 2022) im Département Yvelines in der Region Île-de-France. Ihre Einwohner werden Vésigondins oder  seltener Vésinettois genannt.
Sie ist eine vornehme, mit Parks, Seen und künstlichen Flüssen ausgestattete Gemeinde westlich von Paris. Das Alter der Bäume der zahlreichen Alleen beläuft sich nicht selten auf über hundert Jahre. Verschiedenen Hitlisten zufolge beträgt hier der mittlere Preis für eine Immobilie 1.000.000 €; damit ist Le Vésinet die teuerste Gemeinde der Île-de-France.

## Geographie
Die Gemeinde liegt inmitten einer Seine-Schleife, aber nicht direkt am Fluss, 19 Kilometer westlich von Paris und vier Kilometer östlich von Saint-Germain-en-Laye. Die angrenzenden Gemeinden sind Chatou im Osten, Croissy-sur-Seine im Süden, Le Pecq im Westen und Montesson im Norden.
Das Gebiet wird durch abgestufte Auen geprägt, die sich vom Nordosten bis in den Südwesten erstrecken. Le Vésinet ist eine vollständig urbanisierte Gemeinde, die hauptsächlich durch individuell gestaltete Häuser geprägt wird. 20 Prozent des Gemeindegebiets sind Grünanlagen. In diesen verstreut in der Gemeinde liegenden Grünanlagen wurden künstliche Seen angelegt, z. B.: le lac supérieur, le lac inférieur, le lac des Ibis, mit einer großen zentralen Insel, und le lac de Croissy. Einige dieser Seen werden durch Bäche gespeist.
Die Verbindung zu den anderen Gemeinden wird durch drei große, strahlenförmige, Achsen vom «Rond-point de la République» aus gewährleistet: im Norden die «Route de Montesson», im Süden die «Route de Croissy» und im Zentrum der «Boulevard Carnot». Dieser verbindet die «Pont de Chatou» mit der «Pont du Pecq» und stellt die Hauptstraße der Gemeinde dar.
Von der SNCF wird Le Vésinet vom RER A an zwei Stationen angefahren: Le Vésinet-Centre und Le Vésinet-Le Pecq.

## Geschichte

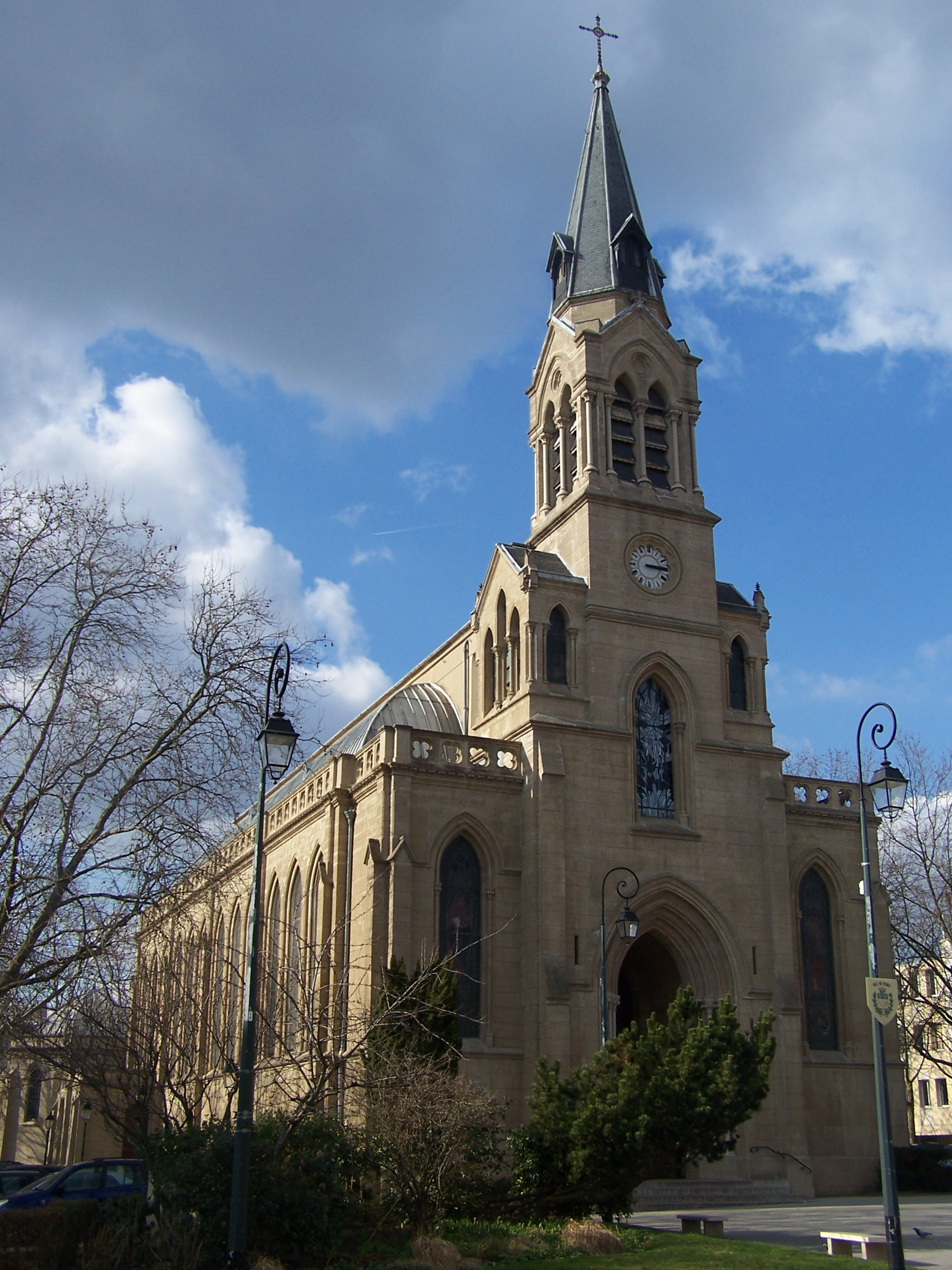
Kirche Sainte-Marguerite

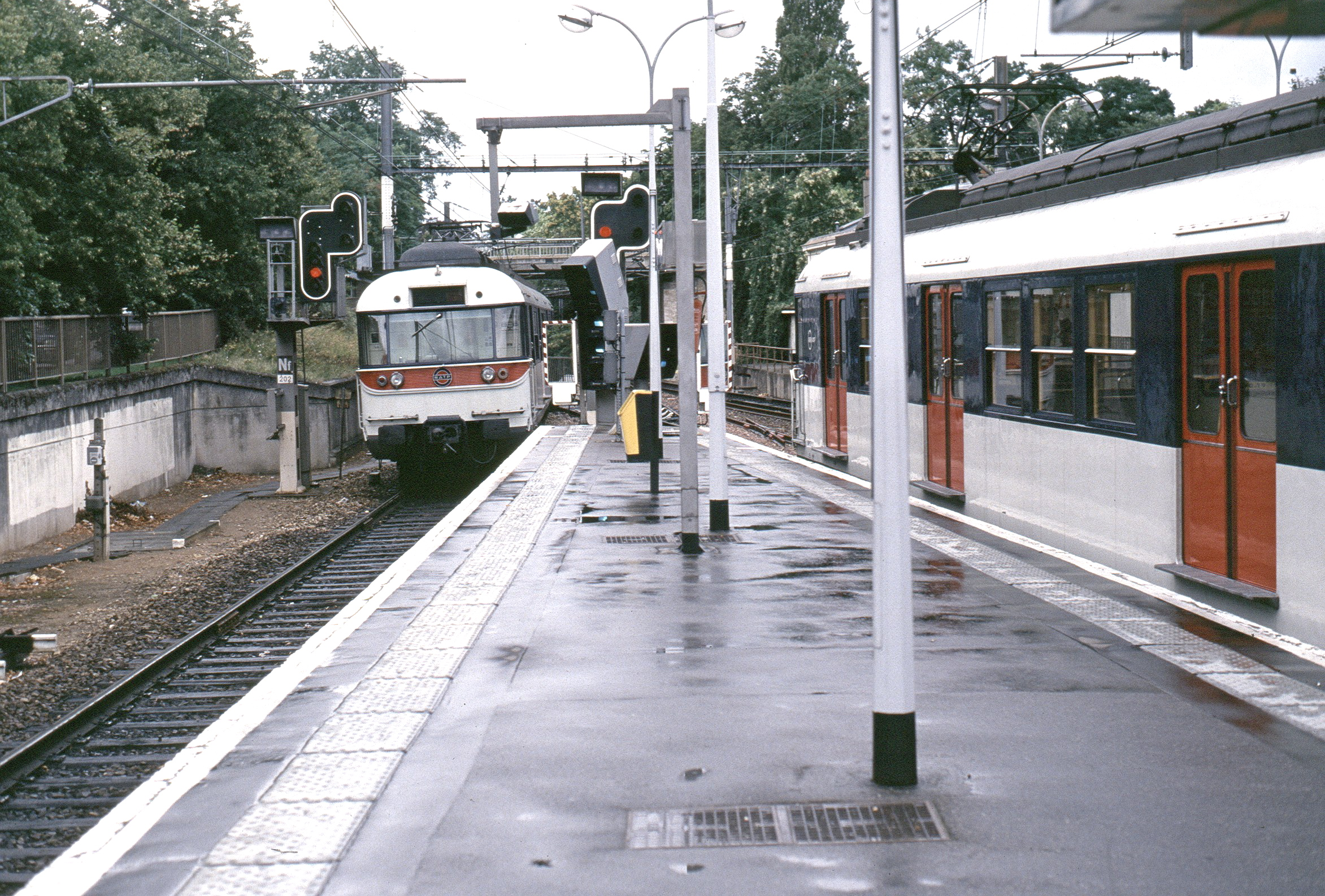
Züge des Réseau express régional d’Île-de-France (RER) im Bahnhof Le Vésinet - Le Pecq (1994)

Der Name von Le Vésinet leitet sich vom lateinischen visinolium ab.
Das heutige Gebiet von Le Vésinet war früher von einem Wald bedeckt, der einen Teil des alten Waldes der Yvelines ausmachte (Forêt d'Yvelines). Er wurde von König Franz I. im 16. Jahrhundert in Besitz genommen und blieb für lange Zeit ein Gebiet für die königliche Jagd. Während der Revolution  wurde das Gebiet unter den neu entstandenen Kommunen Croissy-sur-Seine, Chatou, Montesson und Le Pecq aufgeteilt.
1837 wurde die neue Eisenbahnlinie von Paris-Saint-Lazare nach Le Pecq eingeweiht. 1848 wurde der Verlauf der Linie geändert, um ihre Verlängerung bis nach Saint-Germain-en-Laye zu ermöglichen. Am 24. Mai 1856 wurde die Gesellschaft Pallu et Cie gegründet, deren Ziel es war, den Wald von Le Vésinet städtebaulich zu erschließen, um eine neue Stadt zu gründen. Der Bahnhof von Le Vésinet wurde 1862 eröffnet. Am 29. September 1859 wurde ein staatliches Asyl zur Versorgung kranker Arbeiterinnen eröffnet. Der Verwalter der Gesellschaft war Alphonse Pallu, der sich mit Charles Auguste de Morny, Halbbruder von Napoleon III, zusammenschloss. (Auguste de Morny war auch an der Verstädterung von Deauville und Biarritz beteiligt.)
Graf Paul de Choulot wurde mit dem Entwurf der geplanten neuen Stadt beauftragt, der auch einen Vorschlag für die Park- und Landschaftsgestaltung nach englischem Vorbild enthielt. Die Urbarmachung, Erdarbeiten, Anlage von Flüssen und Seen, die Installation von Trinkwasserleitungen, sowie die Kunstwerke wurden vom Architekten der Vereinigung Pallu, Pierre-Joseph Olive, realisiert. In der Stadtmitte wurde von 1862 bis 1864, der Tradition entsprechend, durch Louis-Auguste Boileau die Kirche Sainte-Marguerite errichtet, die im Stil neugotisch, aber eines der ersten öffentlichen Gebäude aus Beton in Frankreich war.
Die Gesellschaft Pallu führte als eine der ersten in Frankreich die Parzellierung (Aufteilung von Grundstücken) ein; am 10. Oktober 1858 begann der Verkauf im Losverfahren. 1858 wurde ein Lastenheft eingeführt. Noch einmal im Jahre 1863 überarbeitet, legt es die Regeln fest, nach denen sich die Käufer richten müssen, um den vornehmen Charakter des Grundstückes zu erhalten. Insbesondere ist es industriellen Betrieben, bis auf Gärtner und Blumenhändler, untersagt, sich hier niederzulassen. Dies ist eines der ersten Regelwerke im Städtebau, das sich in Frankreich etabliert hat.
Am 31. Mai 1875 wurde Le Vésinet zu einer eigenständigen Gemeinde erhoben.
Am 15. Januar 1919 wurde die Kirche Sainte-Pauline geweiht. Sie wurde zwar in neugotischen Formen, aber komplett aus Beton-Fertigteilen gebaut.
In den Jahren 1925 und 1926 lebten der deutsche Publizist Kurt Tucholsky und seine Frau Mary Gerold in einem Haus in der Avenue des Pages von Le Vésinet. Tucholsky schrieb dort unter anderem seine Reisebeschreibung „Ein Pyrenäenbuch“.

## Wappen
Der Wappenschild ist zweigeteilt. Im Schildhaupt ist auf azurblauem Hintergrund in der Mitte eine silberne Margerite mit grünen Blättern, eingefasst von zwei goldenen Eichenblättern, abgebildet. Im unteren Teil ist mittig ein goldenes Jagdhorn auf rotem Hintergrund zu sehen. In einer erweiterten Form (hier nicht abgebildet) ist der Schild von zwei Eichenzweigen eingefasst; über dem Schild schwebt eine silberne Krone.
Bedeutung:
- Die Eichenblätter erinnern daran, dass Le Vésinet auf einem ehemaligen Waldgebiet liegt, bevor es zur Stadt wurde. Auch heute gibt es noch viele Bäume in Le Vésinet.
- Die Margerite bezieht sich auf die Heilige Marguerite d’Antioche, die Patronin von Le Vésinet.
- Das Horn deutet auf die Jagdpartien der Könige hin, die in den Wälder von Le Vésinet veranstaltet wurden.
- Die silberne Krone erinnert an die ehemalige Zugehörigkeit des Gebietes von Le Vésinet zu den Besitztümern der französischen Könige, wie z. B. Henri IV., Ludwig XIII. oder Ludwig XIV.

## Bevölkerungsentwicklung
(Ausarbeitung durch Wikipedia.fr,)

## Baudenkmäler
Siehe: Liste der Monuments historiques in Le Vésinet

## Lokales
- Täglich außer Montag wird ein Markt abgehalten.
- Im Juni wird die Fête de la Marguerite, ein Fest zu Ehren der Patronin der Stadt gefeiert.
- Für sportliche Zwecke sind eine Sportanlage, eine Tennisanlage und Mehrzweckräume vorhanden; das Eisstadion ist abgebrannt und wurde nicht wieder aufgebaut.
- In der Stadt gibt es ein Theater, eine Bibliothek, zwei Bahnhöfe der RER, ein Gymnasium und ein Collège.

## Städtepartnerschaften
Le Vésinet pflegt Städtepartnerschaften zu folgenden Städten:
- Oakwood (Montgomery County) (Vereinigte Staaten), seit 1972
- Outremont (Kanada), seit 1975
- Unterhaching (Deutschland), seit 1978
- Hunter’s Hill (Australien), Freundschaftsvertrag, seit 1988
- Worcester (Vereinigtes Königreich), seit 1994
- Villanueva de la Cañada (Spanien), seit 2006

## Persönlichkeiten
- Joséphine Baker (1906–1975), Tänzerin, Sängerin und Schauspielerin, lebte von 1929 bis 1947 in der Villa „Le Beau-Chêne“ in der Avenue Georges-Clemenceau 52.
- Jean-Louis Barrault (1910–1994), Schauspieler, Pantomime, Regisseur und Schriftsteller, ist in Le Vésinet geboren.
- Emmanuel Berl (1892–1976), Journalist, Erzähler und Essayist, ist in Le Vésinet geboren.
- Auguste Le Breton (1913–1999), Schriftsteller; verbrachte seine letzten Jahre in Le Vésinet. Er wurde auf dem Friedhof der Gemeinde begraben.
- Julien Carette (1897–1966), Schauspieler, lebte in Le Vésinet und ist dort gestorben.
- Luisa Casati (1881–1957), italienische Erbin, Muse, Kunstmäzenin und Modeikone, lebte von 1924 bis 1932 in Le Vésinet.
- Émile Chartier (1868–1951), Schriftsteller und Philosoph, lebte von 1917 bis zu seinem Tod in Le Vésinet wo er eine Villa gekauft hatte. Er wurde auf dem Pariser Friedhof Père-Lachaise begraben.
- Jean-Louis Costes (* 1954), Entertainer und französischer Musiker, ist hier im Haus seiner Großeltern aufgewachsen.
- Patrick Font (* 1940), Komiker und französischer Sänger, ist in Le Vésinet geboren.
- Jacques Herlin (1927–2014), Schauspieler; geboren in Le Vésinet.
- Jeanne Lanvin (1897–1946), Parfumherstellerin und Modeschöpferin, lebte mehrere Jahre in ihrer Villa „les vieilles tuiles“ in Le Vésinet, wo sie 1946 gestorben ist. Sie wurde auf dem örtlichen Friedhof begraben.
- Jean Marais (1913–1998), Filmschauspieler, verbrachte einen Teil seiner Kindheit in Le Vésinet, wo er von seiner Mutter, seiner Tante und seiner Großmutter groß gezogen wurde.
- Charles Rigoulot (1903–1962), französischer Gewichtheber, ist in Le Vésinet geboren.
- Kurt Tucholsky (1890–1935), deutscher Schriftsteller und Journalist, wohnte während seiner Zeit als Frankreich-Korrespondent der Weltbühne und der Vossischen Zeitung von 1925 bis 1926 mit seiner Ehefrau Mary Gerold (1898–1987) in Le Vésinet.
- Maurice Utrillo (1883–1955), französischer Maler, lebte die letzten 20 Jahre seines Lebens in Le Vésinet.
- Patricia Viterbo (1939–1966), Schauspielerin und Model, ist in Le Vésinet geboren.